# William Edward Ayrton
William Edward Ayrton FRS (Londres, 14 de setembro de 1847 — Londres, 8 de novembro de 1908) foi um físico e engenheiro eletricista inglês.

## Vida
Ayrton nasceu em Londres, filho do advogado Edward Nugent Ayrton, estudou na University College School e University College London. Foi depois aluno de William Thomson em Glasgow.
Sua segunda mulher, Hertha Marks Ayrton, com quem casou em 1885, foi sua assistente de pesquisas, e tornou-se conhecida por seu próprio trabalho científico sobre arco elétrico e outros tópicos. Em 1899 Ayrton apoiou sua eleição para membro da Institution of Electrical Engineers, sendo a primeira mulher membro da instituição, recebendo da Royal Society a Medalha Hughes em 1906.
Sua primeira mulher foi Matilda Chaplin Ayrton. Edith Ayrton foi filha do casal, mulher de Israel Zangwill e mãe de Oliver Zangwill.

## Carreira

### Índia
Em 1868 Ayrton foi para Bengala a serviço do departamento telegráfico do governo indiano, onde inventou um método de detecção de falhas em linhas, que foi de grande utilidade na manutenção da rede de comunicação teerrestre.
Ayrton morreu em Londres em 1908 e está sepultado no Cemitério de Brompton.
Foi eleito membro da Royal Society em 1881 e recebeu a Medalha Real de 1901.

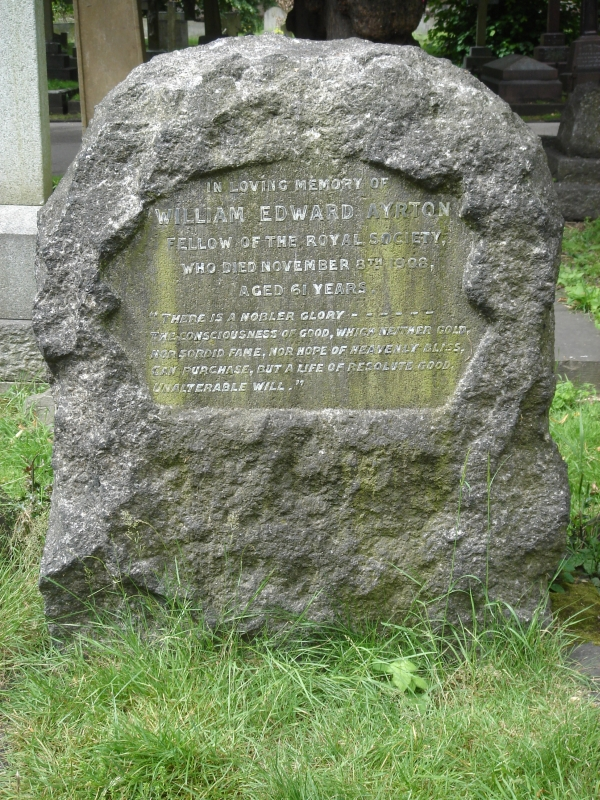
Monumento fúnebre, Brompton Cemetery, Londres